# Ubocze (Basse-Silésie)
Pour les articles homonymes, voir Ubocze.
Ubocze est une localité polonaise de la gmina de Gryfów Śląski, située dans le powiat de Lwówek Śląski en voïvodie de Basse-Silésie.

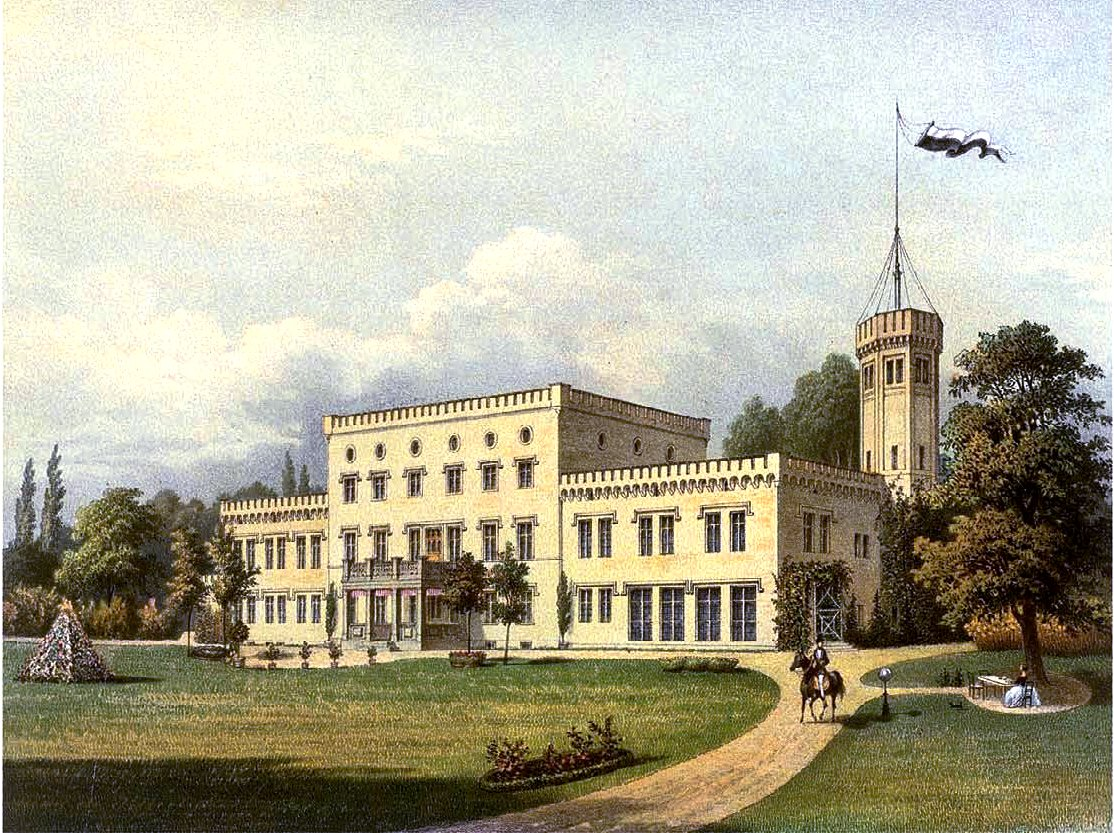
Schloss Schosdorf, by Alexander Duncker